# Бич (гора)
Бич (серб. Бић/Bić) — гора в південно-західній Сербії і східній Боснії і Герцеговині. Біля підніжжя лежить місто Прибой. Найвища точка гори — вершина Голет, розташована на висоті 1 386 м над рівнем моря.